# Sergiu Oleinic
Sergiu Oleinic (ur. 25 grudnia 1985) – portugalski judoka. Olimpijczyk z Rio de Janeiro 2016, gdzie zajął dziewiąte miejsce w wadze półlekkiej.
Uczestnik mistrzostw świata w 2013, 2014, 2015, 2017 i 2019. Startował w Pucharze Świata w latach 2006, 2009-2015 i 2017. Piąty na igrzyskach europejskich w 2015. Siódmy na mistrzostwach Europy w 2013 i 2016 roku.

## Letnie Igrzyska Olimpijskie 2016
| Konkurencja | Eliminacje                | Eliminacje           | Klas. końcowa |
| Konkurencja | Przeciwnik I              | Przeciwnik II        | Miejsce       |
| ----------- | ------------------------- | -------------------- | ------------- |
| 66 kg       | Heorhij Zantaraja (UKR) Z | Wander Mateo (DOM) P | 9.            |